# Pozuelo del Páramo
Pozuelo del Páramo é um município da Espanha na província de León, comunidade autónoma de Castela e Leão, de área 36,27 km² com população de 538 habitantes (2007) e densidade populacional de 15,41 hab/km².

## Demografia
| Variação demográfica do município entre 1991 e 2004 | Variação demográfica do município entre 1991 e 2004 | Variação demográfica do município entre 1991 e 2004 | Variação demográfica do município entre 1991 e 2004 |
| --------------------------------------------------- | --------------------------------------------------- | --------------------------------------------------- | --------------------------------------------------- |
| 1991                                                | 1996                                                | 2001                                                | 2004                                                |
| 748                                                 | 707                                                 | 612                                                 | 559                                                 |